# Księstwo Urbino

Herb władców Urbino z rodu della Rovere (panującego od 1508)

Księstwo Urbino – dawne niezależne księstwo, istniejące w północnych Włoszech w latach 1213–1625/31, do 1443 roku jako hrabstwo.
Hrabstwo Urbino zostało wydzielone przez cesarza Fryderyka II Hohenstaufa w 1212 roku. Zostało nadane rodowi Montefeltro, a pierwszym hrabią był Buonconte. Początkowo obejmowało tylko miasto Urbino, a jego obszar powiększył się w XIV wieku. Pierwszym księciem został Oddantonio da Montefeltro w 1443 r. z nadania papieża Eugeniusza IV. Już rok później zginął on w tajemniczych okolicznościach, a władzę przejął jego brat Federico da Montefeltro, najbardziej znany z rodu i spopularyzowany dzięki sportretowaniu przez Piero della Francesca. Wówczas jego tereny obejmowały mniej więcej obszar północnej części dzisiejszego regionu Marche i graniczyły od wschodu z Adriatykiem, od zachodu z Republiką Florencji, od południa z Państwem Kościelnym – księstwo nie osiągnęło już nigdy takich rozmiarów jak za panowania Federico. Po jego śmierci w 1482 roku władzę objął jego syn Guidobaldo I Montefeltro. Zwłaszcza za rządów Federica Urbino próbowało przejąć kontrolę nad małym San Marino. Później jednak, aż do upadku, księstwo było swoistym gwarantem suwerenności państewka, uważanego nawet za część Urbino. Na skutek prośby do papieża z 1605 roku San Marino nie zostało przezeń anektowane po wygaśnięciu linii władców Urbino.
W latach 1502–1503 kontrolę nad księstwem przejął Cesare Borgia, który stłumił bunt z pomocą Francuzów i zyskał nawet pewną przychylność ludu. Guidobaldo I Montefeltro odzyskał władzę, jednak zmarł bezdzietnie w 1508 roku. Na podstawie testamentu władza przypadła rodowi della Rovere, powiązanemu z papiestwem (dwoma papieżami Sykstusem IV i Juliuszem II), w osobie Franciszka Marii I, po kądzieli wnukowi Federico da Montefeltro. W latach 1516–1519 panowanie na krótko objął Wawrzyniec II Medyceusz, ale po nim Franciszek Maria powrócił do władzy po tym, gdy tereny księstwa przejął papież Leon X. W 1523 roku stolicę przeniesiono z Urbino do Pesaro. Pod rządami dynastii della Rovere region stał się ważnym ośrodkiem naukowym i wojskowym. Ostatni władca Franciszek Maria II della Rovere okazał się długowiecznym władcą, ale jego jedyny syn zmarł w 1623 roku, a on sam był za stary, by spłodzić kolejnego potomka. W 1625 roku Księstwo Urbino zaanektował papież Urban VIII, co ostatecznie potwierdziło się w momencie śmierci ostatniego księcia w 1631 roku. Jego wnuczka Wiktoria della Rovere została żoną Ferdynanda II Medyceusza i matką Kosmy III oraz Francesco Marii, kardynała. Początkowo to jej miało przypaść dziedzictwo, ale papież przekonał Franciszka Marię II do oddania sobie ziem i pozostawienia Vittorii księstw Rovere i Montefeltro oraz kolekcji dzieł sztuki. Od razu Urbino stało się osobną prowincją w ramach papieskich posiadłości.